# Oddoniodendron
Oddoniodendron – rodzaj roślin z rodziny bobowatych (Fabaceae). Obejmuje 6 gatunków. Rośliny te występują tropikalnej Afryce, w krajach wokół Zatoki Gwinejskiej. Znaczenie użytkowe ma zwłaszcza Oddoniodendron micranthum eksploatowany dla drewna.

## Systematyka
Pozycja systematyczna
Jeden z rodzajów dawniej zaliczany do plemienia Detarieae w obrębie brezylkowych Caesalpinioideae z rodziny bobowatych Fabaceae. Współcześnie plemię to podnoszone jest do rangi podrodziny Detarioideae.  
Wykaz gatunków
- Oddoniodendron gambanum Ngok & Breteler
- Oddoniodendron micranthum (Harms) Baker f.
- Oddoniodendron normandii Aubrév.
- Oddoniodendron reitsmarum Ngok & Breteler
- Oddoniodendron romeroi Mendes